# ソンドリオ県

ソンドリオ県
Provincia di Sondrio

ソンドリオ県（ソンドリオけん、イタリア語: Provincia di Sondrio）は、イタリア共和国ロンバルディア州に属する県の一つ。県都はソンドリオ。

## 地理

### 位置・広がり
ロンバルディア州の北東部に所在する県で、県都ソンドリオは、サンモリッツの南約36km、ルガーノの東北東約74km、ブレシアの北北西約74km、州都ミラノの北東約95km、トレントの西約97kmに位置する。
県域は東西に長く広がっており、北にスイスと長い国境を接している。スイス側はグラウビュンデン州で、ベルニーナ郡が県域に深く食い込む形になっている。東はトレンティーノ＝アルト・アディジェ州と境を接する。
隣接する県、およびそれに相当する行政区画は以下の通り。CHはスイス領、CH-GRはグラウビュンデン州所属を示す。
- マローヤ郡 (CH-GR) - 北
- ベルニーナ郡（英語版） (CH-GR) - 北
- イン郡（英語版） (CH-GR) - 北東
- ボルツァーノ自治県 （トレンティーノ＝アルト・アディジェ州） - 東
- トレント自治県 （トレンティーノ＝アルト・アディジェ州） - 東
- ブレシア県 - 南東
- ベルガモ県 - 南
- コモ県 - 南西
- レッコ県 - 西
- モエザ郡（英語版） (CH-GR) - 北西
- ヒンターライン郡（英語版） (CH-GR) - 北西

### 地勢・地形

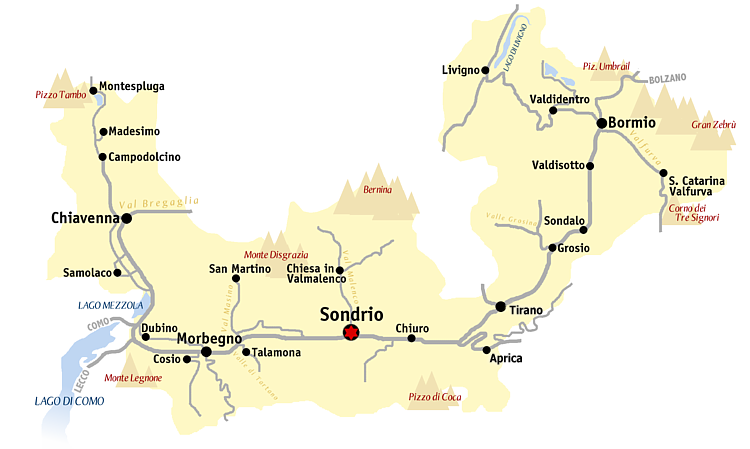
ソンドリオ県概略図

#### 河川と谷筋
県域の大部分は、アッダ川（ポー川水系）のうちコモ湖より上流にあたる地域である。アッダ川本流は県域北東部に源流を持ち、ソンドリオなどの町を経てコモ湖に流入する。アッダ川流域の谷筋はヴァルテッリーナと呼ばれる。
アッダ川の支流ポスキアヴィーノ川が形作るヴァル・ポスキアーヴォは地理的にはヴァルテッリーナに従う谷であるが、スイス領（グラウビュンデン州ベルニーナ郡）となっている。このほか、コモ湖の北側には、直接コモ湖に注ぐメーラ川とその支流が形作るヴァルキアヴェンナがある（主要都市はキアヴェンナ）。
県域に含まれる谷のうち、ヴァルキアヴェンナの北東にあるヴァル・ディ・レイはライン川水系に属する。また県北東部（リヴィーニョ付近）のヴァル・ディ・リヴィーニョを形作るアクア・グランダ川は、イン川を経てドナウ川水系に属している。

#### 峠
県東部のボルミオからボルツァーノ自治県のヴァル・ヴェノスタへ越えるステルヴィオ峠（2757m）は、アルプスで2番目に標高の高い峠とされる。県北西部のヴァル・キアヴェンナから北へ、スイスのスプリューゲンへは、スプルガ峠（2115 m）が越える。

### 主要な都市・集落
2001年の国勢調査に基づく居住地区（Località abitata）別人口統計によれば、人口4000人以上の都市・集落は以下の通り。（　）内は所属コムーネを示す。
- ソンドリオ - 19,064人
- モルベーニョ - 10,009人
- ティラーノ - 8,289人
- キアヴェンナ - 7,168人
- タラモーナ - 4,506人
- グロージオ - 4,378人
- REGOLEDO （コージオ・ヴァルテッリーノ） - 4,346人

イタリアでもっとも人口の少ないコムーネ（2012年1月1日現在）であるペデジーナ（人口31人）は県の西部にある。
- ソンドリオ
- モルベーニョ
- ティラーノ

## 行政区画

### コムーネ
ソンドリオ県には77のコムーネがある。主要なコムーネ（人口5000人以上）は下表の通り。左端の数字はISTATコードを示す。人口は2012年1月1日現在。
| コード | 自治体名                           | 人口   |
| ------ | ---------------------------------- | ------ |
| 014061 | ソンドリオ                         | 21,635 |
| 014045 | モルベーニョ                       | 11,808 |
| 014066 | ティラーノ                         | 9,093  |
| 014018 | キアヴェンナ                       | 7,306  |
| 014037 | リヴィーニョ                       | 5,969  |
| 014024 | コージオ・ヴァルテッリーノ         | 5,404  |
| 014063 | タラモーナ                         | 4,776  |
| 014065 | テーリオ                           | 4,656  |
| 014033 | グロージオ                         | 4,609  |
| 014007 | ベルベンノ・ディ・ヴァルテッリーナ | 4,292  |

2001年の国勢調査時点では78のコムーネが存在した。コムーネの数はその後も長らく変わらなかったが、2015年には、人口50人足らずのメナローラがゴルドーナに編入された (it:Fusione di comuni italiani) 。

### 山岳部共同体
山岳部共同体は、複数のコムーネによる広域行政組織である。ソンドリオ県には以下の山岳部共同体がある。
- アルタ・ヴァルテッリーナ山岳部共同体 (it:Comunità montana Alta Valtellina)
- ヴァルキアヴェンナ山岳部共同体 (it:Comunità montana della Valchiavenna)
- ヴァルテッリーナ・ディ・モルベーニョ山岳部共同体 (it:Comunità montana della Valtellina di Morbegno)
- ヴァルテッリーナ・ディ・ソンドリオ山岳部共同体 (it:Comunità montana della Valtellina di Sondrio)
- ヴァルテッリーナ・ディ・ティラーノ山岳部共同体 (it:Comunità montana della Valtellina di Tirano)

## 人物

### 著名な出身者
- ジュゼッペ・ピアッツィ - 18-19世紀の天文学者。ケレスを発見。ポンテ・イン・ヴァルテッリーナ生まれ。
- ピエール・ルイージ・ネルヴィ - 20世紀の建築家。ソンドリオ生まれ。
- アキッレ・コンパニョーニ（英語版） - 登山家、K2初登頂者の一人。ヴァルフルヴァ生まれ。
- デボラ・コンパニョーニ - 女子アルペンスキー選手。ボルミオ生まれ。
- ジャンルイジ・ガリ - ラリードライバー。リヴィーニョ生まれ。